# OGLE-TR-132 b
OGLE-TR-132b — экзопланета, обнаруженная у звезды OGLE-TR-132.
Планета имеет массу в 1,14 раза больше, чем Юпитер